# Valerij Gerasimov
Valerij Vasiljevič Gerasimov (rusky Вале́рий Васи́льевич Гера́симов; * 8. září 1955 Kazaň, Sovětský svaz) je náčelník generálního štábu ozbrojených sil Ruské federace a první náměstek ruského ministra obrany, od ledna 2023 velitel ruských jednotek nasazených na Ukrajině.

## Život
Vystudoval Kazaňskou suvorovskou vojenskou školu (1971 až 1973), Kazaňskou vyšší tankovou velitelskou školu Prezídia Nejvyššího sovětu Tatarské ASSR (1973 až 1977), Vojenskou akademii obrněných vojsk R. J. Malinovského (1984 až 1987) a Vojenskou akademii Generálního štábu Ozbrojených sil Ruské federace (1995 až 1997).
Začínal jako kadet, postupně vystřídal pozice velitele čety, roty a praporu u 80. tankového pluku 90. gardové tankové divize Severní skupiny vojsk v Polsku. Poté působil jako náčelník štábu praporu Dálněvýchodního vojenského okruhu (1977 až 1984), náčelník štábu – zástupce velitele tankového pluku, velitel tankového pluku, náčelník štábu – zástupce velitele (1987 až 1993) a velitel (1993 až 1995) gardové motostřelecké divize Baltského vojenského okruhu a Severozápadní skupiny vojsk.
V roce 2013 napsal text, ve kterém přiblížil koncept nových válek, pro které se vžilo označení hybridní válka nebo nelineární válka a ve kterých se stírá hranice mezi mírem a válkou, takže někdy není zřejmé, že válka již probíhá. V dubnu 2014 ho Evropská unie zařadila na seznam osob, kterých se týkají sankce v reakci na ruskou vojenskou intervenci na Ukrajině. V červnu 2024 na něj byl vydán mezinárodní zatykač pro spáchání válečných zločinů na Ukrajině.

## Vyznamenání

### Ruská a sovětská vyznamenání

#### Sovětská vyznamenání
- Řád Za službu vlasti v ozbrojených silách SSSR III. třídy[4]
- Medaile Za bojové zásluhy
- Medaile 60. výročí Ozbrojených sil SSSR
- Medaile 70. výročí Ozbrojených sil SSSR
- Medaile Za bezchybnou službu I. třídy
- Medaile Za bezchybnou službu II. třídy
- Medaile Za bezchybnou službu III. třídy

#### Ruská vyznamenání
- Řád Za zásluhy o vlast s meči IV. třídy – 2002[4]
- Řád Za zásluhy o vlast s meči III. třídy – 2014
- Řád svatého Jiří IV. třídy – 2015[5]
- Hrdina Ruské federace – 2016[6]
- Řád svatého Jiří III. třídy – 2017[5]
- Řád Za zásluhy o vlast I. třídy – 2021
- Řád Za vojenské zásluhy[4]
- Řád cti[4]
- Pamětní medaile 1000. výročí Kazaně

### Zahraniční vyznamenání
- Řád přátelství mezi národy – Bělorusko, 2010